# Manuel Lezaeta Acharán
Manuel Lezaeta Acharán (Santiago del Cile, 7 giugno 1881 – Santiago del Cile, 24 settembre 1959) è stato uno scrittore cileno.
Considerato uno dei padri fondatori della naturopatia, sviluppò la c.d. "Dottrina termica".
| Controllo di autorità | VIAF (EN) 268898096 · LCCN (EN) n87103789 |